# Sistema educativo franquista

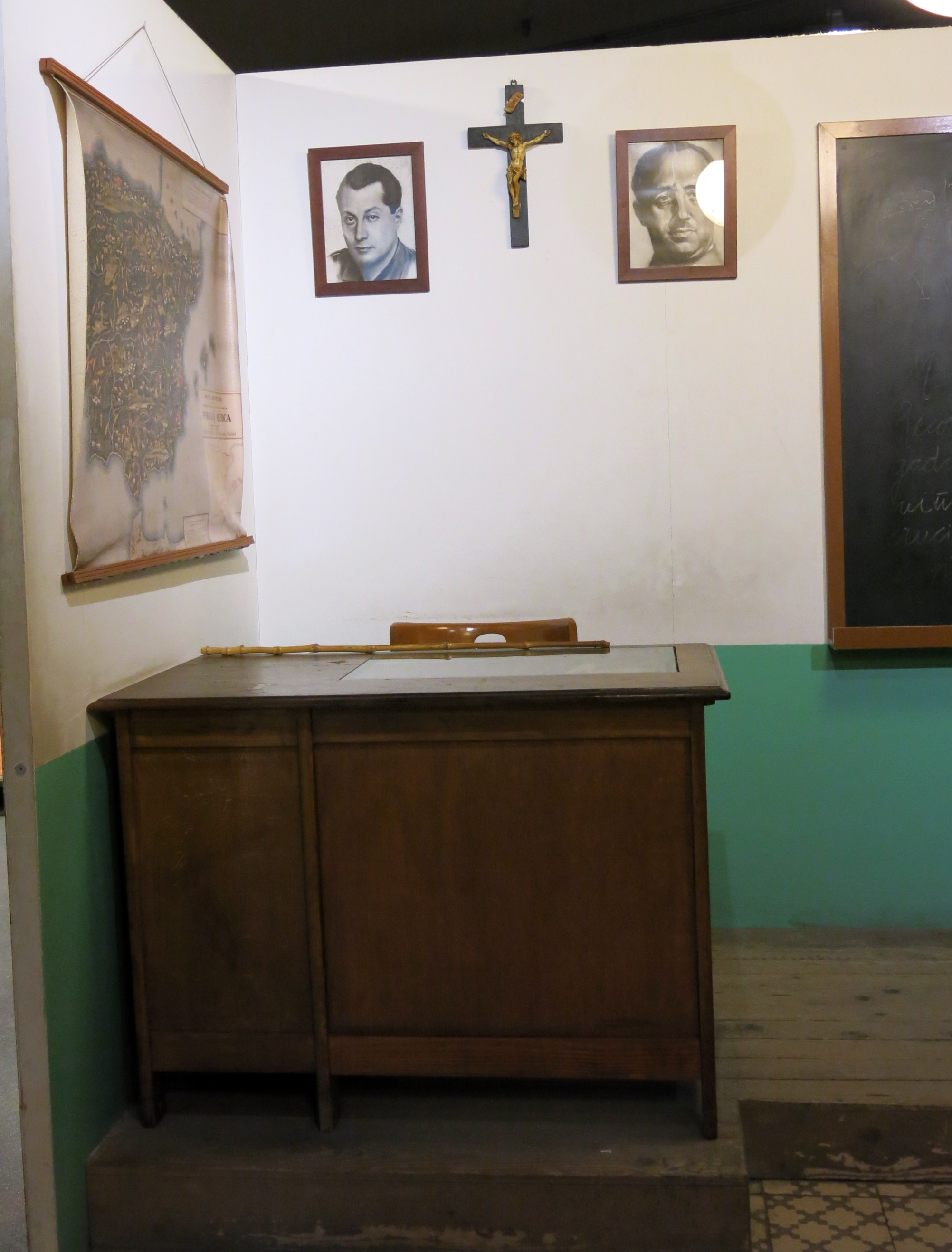
Recreación de un aula típica de una escuela durante el franquismo, presidida por un crucifijo y los retratos de Franco (a su derecha) y de José Antonio Primo de Rivera (a su izquierda). Museu d'Història de Catalunya.

El sistema educativo franquista fue el sistema educativo implantado en España durante la dictadura del general Francisco Franco Bahamonde (1939-1975). El régimen franquista pretendía eliminar la obra educativa de la Segunda República Española, difundir en las escuelas los principios ideológicos de los vencedores de la Guerra civil española, establecer un ideario pedagógico basado en el nacionalcatolicismo y depurar del magisterio el personal docente no afín al régimen. 
La escuela durante el franquismo volvió a separar a los niños de las niñas, es decir, volvió a ser segregada. En el caso de la mujer, esta educación obedecía al papel que se quería conseguir de ella: cuidadora de los hijos, soporte del hombre y educadora de las nuevas generaciones de niños y niñas. En esta época, las mujeres se encontraban en segundo plano. Con este fin se creó la Sección Femenina cuyo ideal era una mujer sumisa a su marido, religiosa y patriota.

## Características del sistema educativo franquista

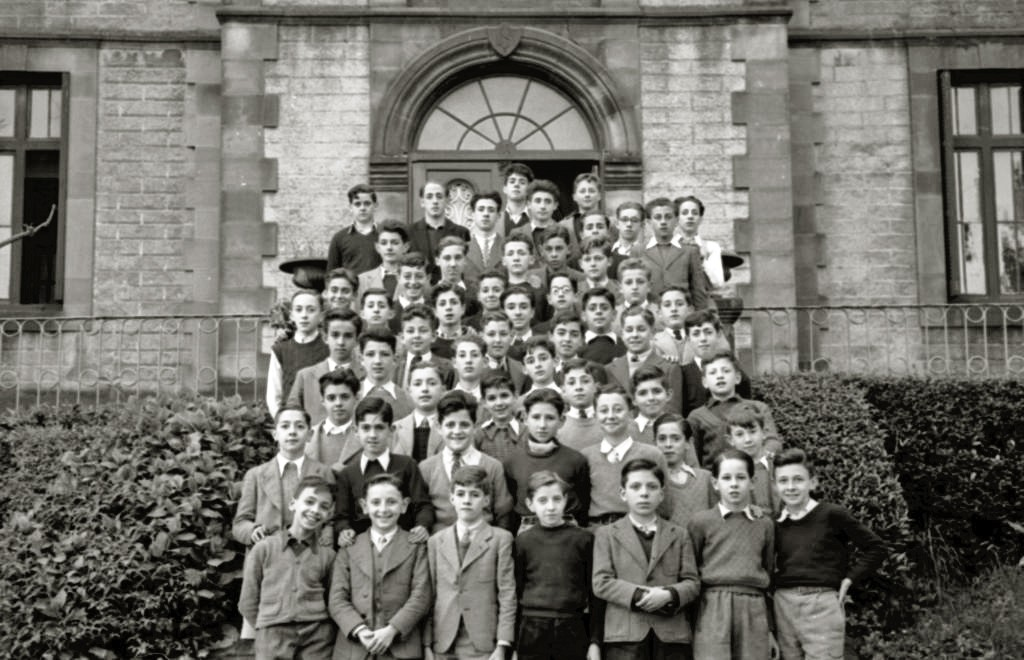
Grupo de niños del colegio Santa María de San Sebastián (1942)

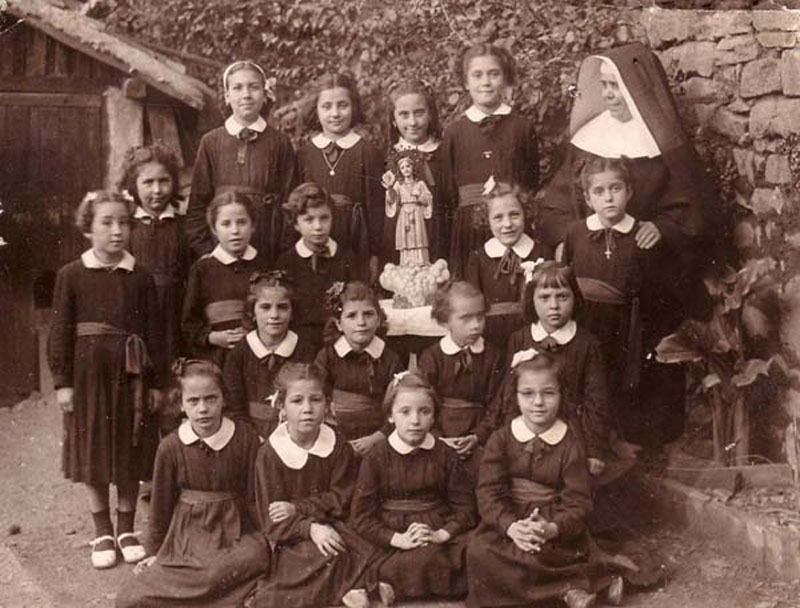
Grupo de niñas de un colegio religioso de Figaredo en 1951.

El sistema educativo franquista se ha definido como autoritario, nacional-católico, sexista, clasista, ultranacionalista español, dogmático, doctrinal y reaccionario (opuesto a las innovaciones pedagógicas), exactamente lo contrario que el sistema educativo de la República que se caracterizaba por ser democrático, laico, promotor de la igualdad de sexos mediante la coeducación, igualitario, integrador de las lenguas y culturas propias de las «regiones autónomas», plural, contrario al adoctrinamiento y abierto a las innovaciones pedagógicas. 
Autoritario
El autoritarismo era uno de los rasgos esenciales del régimen franquista del que formaba parte el sistema educativo. Por eso se ha hablado de escuela autoritaria e incluso de escuela cuartel en la que los principios que regían la relación entre maestros y alumnos eran los de unidad, jerarquía, obediencia y disciplina. Por ejemplo, el segundo objetivo de la Enseñanza Primaria según la Ley de 1945 era «formar la voluntad, la conciencia y el carácter del niño en orden al cumplimiento del deber y a su destino eterno». Pero el maestro no sólo debía mostrar a los alumnos la necesidad del principio de autoridad en la escuela sino también en todos los niveles de la vida. El pedagogo franquista Adolfo Maíllo García defendía un «ambiente educativo» caracterizado por la «disciplina, el espíritu de servicio y la represión ascética de los impulsos naturales». En el manual escolar Héroes (1938) escrito por el publicista franquista Antonio J. Onieva se hacía la siguiente defensa del autoritarismo:

El que obedece se goza en dar gusto al superior, y esta satisfacción de complacer a otro es un modo de quererle, de amarle. Es más fácil obedecer que mandar. El que obedece, no se equivoca; el que manda puede equivocarse. Quien da una orden tiene que pensar si es posible su cumplimiento; en cambio, está libre de tal preocupación el que obedece.[...]
Sólo la disciplina hace grandes a los pueblos. Un pueblo donde todo el mundo cumple con su deber es un pueblo ideal. ¿Cómo se cumple con el deber? Acatando las órdenes de los superiores y llevándolas a la práctica.

Nacional-católico
El nacional-catolicismo determinaba por completo el sistema educativo franquista, ya que la religión católica inspiraba los programas educativos de todos los niveles de la enseñanza. En una Orden de diciembre de 1938 se decía que había que «saturar de espíritu religioso y patriótico la labor educativa donde deben resplandecer… los dos grandes amores: el amor a Dios y al amor a la patria». El artículo 5 de la Ley de Enseñanza Primaria de 1945 decía: «La educación primaria, inspirándose en el sentido católico, consubstancial con la tradición escolar española, se ajustará a los principios del Dogma y de la Moral católica y a las disposiciones del Derecho Canónico vigente». Por otro lado, la escuela pública era subsidiaria de los colegios de la Iglesia, especialmente en la enseñanza media.
Ultranacionalista español
El ultranacionalismo español también era una de las piedras angulares del sistema educativo. En la Ley de Enseñanza Primara de 1945 se decía en el artículo 6 sobre la «Formación del espíritu nacional»  y en el artículo 7 sobre la «lengua nacional» lo siguiente:

Artículo sexto.— Es misión de la educación primaria, mediante una disciplina rigurosa, conseguir un espíritu nacional fuerte y unido e instalar en el alma de las futuras generaciones la alegría y el orgullo de la Patria, de acuerdo con las normas del Movimiento y sus Organismos.
Artículo séptimo.— La lengua española, vínculo fundamental de la comunidad hispánica, será obligatoria y objeto de cultivo especial, como imprescindible instrumento de expresión y de formación humana, en toda la educación primaria nacional.

Sexista
El sistema educativo franquista era sexista pues establecía la estricta separación de los niños y las niñas en la escuela y su formación diferenciada. En una Orden del 1 de mayo de 1939 se decía que el «sistema pedagógico de coeducación» era «contrario enteramente a los principios religiosos del Glorioso Movimiento Nacional y, por tanto, de imprescindible supresión por antipedagógico y antieducativo para que la educación de los niños y las niñas responda a los principios de sana moral y esté de acuerdo con todos los postulados de nuestra gloriosa tradición». El artículo 14 de la Ley de Enseñanza Primaria de 1945 volvía a insistir en lo mismo: «El Estado por razones de orden moral y de eficacia pedagógica, prescribe la separación de sexos y la formación peculiar de niños y niñas en la educación primaria». Y el artículo 11 de esa misma ley establecía la educación diferenciada para los niños y las niñas: «La educación primaria femenina preparará especialmente para la vida del hogar, artesanía e industrias domésticas». La educación diferenciada fue desde el principio uno de los rasgos definitorios del sistema educativo franquista. Ya en plena guerra civil, José Pemartín, jefe del Servicio Nacional de Enseñanza Superior y Media del Ministerio de Educación, había dicho que las mujeres que hicieran el bachillerato y fueran a la Universidad debían «ser la excepción» y que su destino debía ser el «hogar»:

Se debe tratar de encauzar la gran corriente de estudiantas [sic] apartándolas de la pedantería feminista de bachilleras y universitarias que deben ser la excepción, orientándolas hacia su propio magnífico ser femenino que se desarrolla en el hogar.

Como destacó la socióloga Marina Subirats, «la escuela franquista estuvo marcada, desde sus orígenes, por su antifeminismo profundo, que hay que entender en relación al papel atribuido a la mujer y al conjunto de rasgos ideológicos del régimen». Así la educación de las niñas en la escuela franquista se caracterizó por un «nivel educativo inferior al de los niños», por una «educación ‘diferente’, encaminada a que asuman su rol de ama de casa»; por la «desvalorización continua de su espontaneidad y su modo de ser, puesto que, haga lo que haga, la niña es considerada por definición [en negrita en el original], inferior al niño, que constituye el modelo general del individuo». La separación de sexos implicó también la introducción de asignaturas especiales para las niñas siguiendo el criterio establecido en una Orden de marzo de 1938, todavía en plena guerra civil: «En las escuelas de niñas brillará la femineidad más rotunda, procurando las maestras, con labores y enseñanzas apropiadas al hogar, dar carácter a sus escuelas, tendiendo a una contribución práctica a favor de nuestro glorioso ejército». La separación de sexos también afectó al profesorado que sólo podrá impartir clases a alumnos de su mismo sexo. En el preámbulo de la Ley de 20 de septiembre de 1938 por la que se establecía un nuevo Bachillerato se señalaba como uno de los síntomas de decadencia el «afeminamiento» contrapuesto al «viril heroísmo de la juventud en acción». En el ámbito universitario, el que fuera rector de la Universidad Complutense de Madrid en el tardofranquismo, José Botella Llusiá, se manifestó conforme con este aspecto del ideario nacionalcatólico:

En esta educación juvenil de la mujer, es un error educar a las mujeres igual que a los hombres: la preocupación que deben recibir para la vida es radical y fundamentalmente distinta. Un formación encaminada no a hacer de ella un buen ciudadano, sino una buena esposa y una buena madre de familia o, si se queda soltera, en un ser útil a sus semejantes.

Dogmático
El dogmatismo estaba presente en todas las disciplinas pero tal vez donde era más evidente era en la enseñanza de la historia, que estaba supeditada a una doble doctrina: la del partido único FET y de las JONS y la de la Iglesia Católica. Así, como destacó hace tiempo el historiador Manuel Tuñón de Lara, en la educación franquista la historia estaba considerada «como una simple interpretación ideológica del pasado que servirá para modelar el espíritu de los niños y de los jóvenes», «una sierva de la enseñanza política y eclesiástica». En una circular de marzo de 1938 de la Inspección de Primera Enseñanza se decía: «Es preciso que en las lecturas comentadas, en la enseñanza de las Ciencias, de la Historia, de la Geografía, se aproveche cualquier tema para deducir consecuencias morales y religiosas…» El programa de 1940 que tenían que estudiar los aspirantes a acceder al Magisterio se incluía «el estudio completo de [la] eminente personalidad» del Caudillo. En el cuestionario de Geografía e Historia para alumnos de segunda enseñanza publicado el 14 de abril de 1939 se incluían epígrafes como los siguientes: de la Dictadura de Primo de Rivera se destacaba el «retorno a los principios de autoridad»; sobre la Segunda República Española se proponía estudiar: «los pseudointelectuales despechados, la masonería y los financieros judíos internacionales hacen caer la monarquía. La segunda República. Sus desastres, sus desórdenes, sus crímenes»; sobre el fascismo, en cambio, «su sentido nacional, espiritual e histórico que restituye su dignidad a la persona humana». Y como colofón: «Superioridad moral de nuestro espíritu imperial».
En las aulas, los materiales lectivos o los medios de expresión usados tenían que pasar la censura para evitar contenidos que podían ser considerados demasiado liberales. Los libros de texto tenían que ser fieles a los principios del Movimiento y, por lo tanto, quedaban prohibidos todos aquellos aspectos relacionados con las corrientes científicas y pedagógicas europeas. La escuela, como el resto de España, se encontraba inmersa en una autarquía cultural con omnipresencia de los contenidos y valores de la religión católica.
Clasista
El clasismo del sistema educativo franquista fue reconocido por las propias autoridades educativas en 1969 cuando publicaron el “Libro Blanco” en que se basaría la reforma educativa que se plasmaría en la Ley General de Educación de 1970. En él se reconocía que de hecho existían dos sistemas educativos en España: uno para las familias de las clases altas y medias que llevaban a sus hijos a los colegios de la Iglesia y que conseguían llegar a la Universidad ―que era gratuita, lo que dado su carácter minoritario constituye «la expresión más acabada del clasismo del sistema»―, y otro para los «sectores sociales menos favorecidos» que llevaban a sus hijos a las escuelas «nacionales» y que no pasaban del nivel de la enseñanza primaria, incorporándose inmediatamente después al mercado de trabajo.

Las posibilidades de acceso a la educación está muy condicionado por la categoría socioeconómica de las familias… Podía decirse que conviven en nuestro país dos sistemas educativos: uno para las familias de categoría socioeconómica media y alta y otro para los sectores sociales menos favorecidos. En el primer caso las familias envían a sus hijos a los centros privados de enseñanza primaria y media y posteriormente tienen la posibilidad de cursas estudios universitarios. Del segundo grupo social proceden los alumnos de las escuelas públicas. La posibilidad que estos alumnos tienen de seguir estudios después de la enseñanza primaria son bastante limitados por razones económicas y generalmente se agotan al nivel medio de la educación o en el de aprendizaje profesional.

Doctrinal
El sistema educativo franquista lo que pretendía era adoctrinar no enseñar. En el artículo 1 de la Ley de Enseñanza Primaria de 1945 se decía: «la educación primaria tiene como objetivo formar la voluntad, la conciencia y el carácter del niño para el cumplimiento del deber y su destino eterno; infundir el amor y la idea de servicio a la patria, de acuerdo con los principios inspiradores del Movimiento». En una circular de 1939 se ordenaba que «el último día de clase los maestros, con las autoridades locales, celebrarán una fiesta de carácter religioso y patriótico exaltando las virtudes de nuestro invicto caudillo, el heroísmo del ejército, dando gracias a Dios por habernos concedido en este año la Victoria, devolviéndonos la grandeza de nuestra patria». En un Cursillo de Orientación de septiembre de 1939 se les dijo lo siguiente a los maestros asistentes:

Orientemos a los niños según el programa de la Falange que presenta nuestro serenísimo Caudillo, enseñémosles… que viviremos en franca literalidad vertical, como en las formaciones de las unidades del Ejército.
Así la era de buen gobierno totalitario de ese esclarecido Caudillo que rige sabiamente nuestra nación quedará como jefe ejemplar no sólo en la historia patria, sino también en la universal…

En un manual escolar se hacía la siguiente exaltación del Caudillo (las frases aparecían sobre el dibujo del rostro del general Franco):

Hace unos cuantos años, España era muy desgraciada, porque la mandaban los malos españoles.
Franco hizo la guerra para echarlos, y salvó a la Patria.
Fue una guerra muy larga, pero Dios concedió la victoria a los buenos.
 El Caudillo trabajó mucho en aquella guerra. Y ahora trabaja también en la paz, para hacer de España una nación grande y para que los españoles sean felices.

En otro manual escolar junto a un dibujo donde aparecían niños desfilando con el uniforme del Frente de Juventudes (ninguna niña) se decía:

Son los hombres de mañana. Ellos serán los que defiendan nuestra Patria y la hagan grande
Imitarán a sus padres, que defendieron a España contra los comunistas y vencieron.
España está en el camino de su grandeza. Por esto desfilan los flechas con tanto entusiasmo y cantando su himno.

En la enseñanza media la función de adoctrinamiento la desempeñaban disciplinas específicas. En el plan de bachillerato de 1938, diseñado por Pedro Sainz Rodríguez, era la Historia la que tenía ese papel apologético del Nuevo Estado, acompañada de la hora semanal dedicada a «conferencias para la reformación patriótica». A partir de 1950-1953 esa función la desempeñó la Formación del Espíritu Nacional, que no era impartida por el profesorado ordinario sino por miembros del partido único FET y de las JONS.
Reaccionario

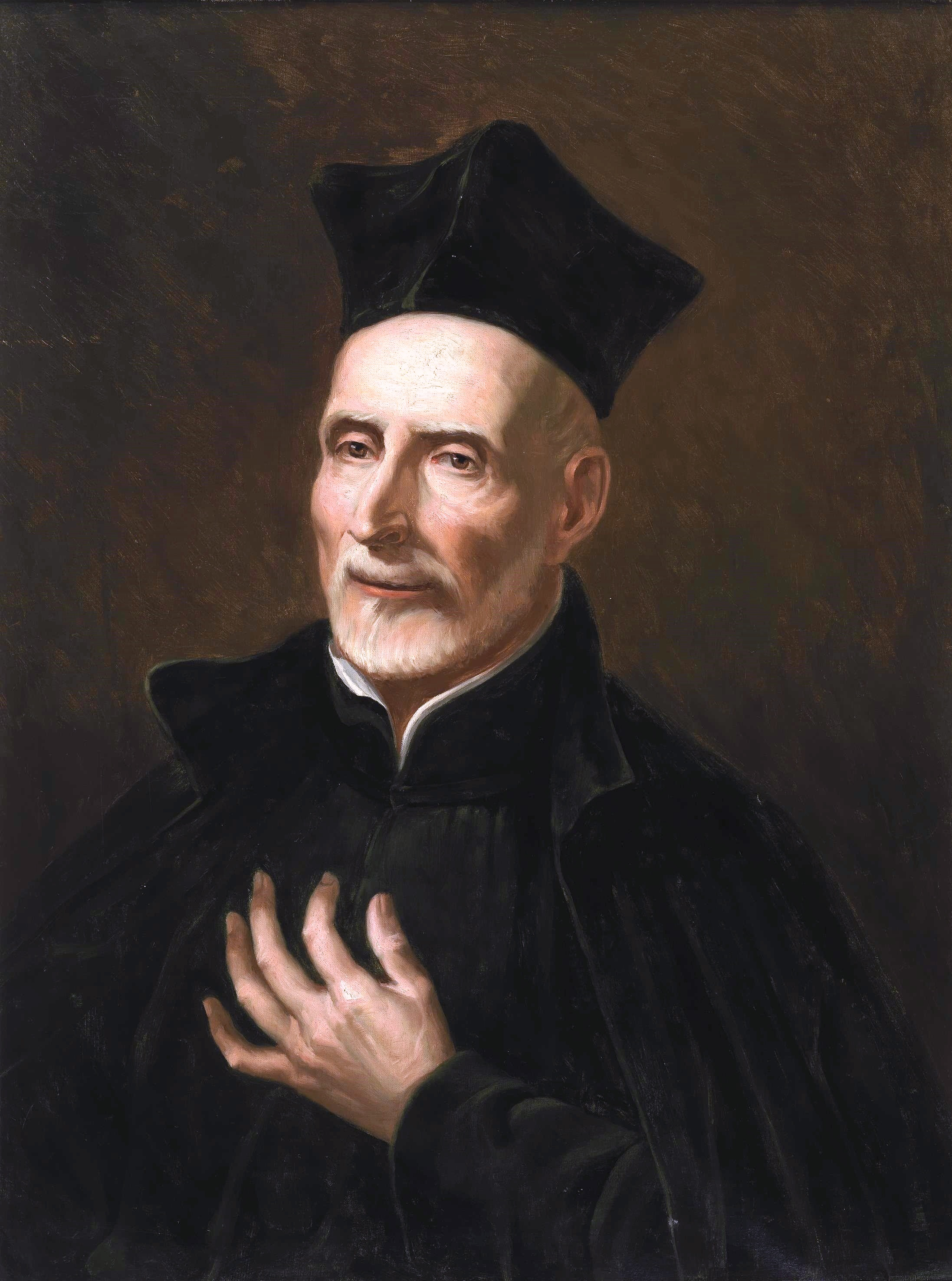
San José de Calasanz (1557-1648), fundador de las Escuelas Pías, un modelo según la pedagogía franquista que no asumió, sin embargo, su visión del cambio social mediante la educación de los pobres.

El carácter reaccionario de las prácticas educativas franquistas y su oposición a cualquier innovación pedagógica se puede observar en el siguiente discurso pronunciado por el Teniente de Alcalde de Cultura del Ayuntamiento de Barcelona ante los maestros asistentes a un Cursillo de Orientación celebrado en septiembre de 1939:

Se ha de lograr la transformación entera de aquel Magisterio que se llamó español, sin serlo más que por residencia, porque prescindía de la luz que irradiaban los propios pedagogos nacionales como Luis Vives, San José de Calasanz, San Ignacio de Loyola y el moderno Padre Manjón y buscaba ser reflejo de las orientaciones extranjeras de los Pestalozzi y de los Froebel, de los Decroly y de los Montessori; de aquel lastimoso Magisterio que se inspiró exclusivamente en los principios de la revolución francesa, de la libertad, de la igualdad y la fraternidad, a través de los cuales llegó a la escuela sin Dios…

La finalidad de los Cursillos de Orientación era «saturar» el espíritu de los maestros «del contenido religioso y patriótico que informa nuestra cruzada». En otro Cursillo de Orientación celebrado en Pamplona en junio de 1938, todavía en plena guerra civil, uno de los conferenciantes fue muy aplaudido por los cuatrocientos maestros cursillistas cuando dijo:

Y fue señores, el espíritu romántico de aquel ‘Emilio’ de Juan Jacobo Rousseau, el primer sillar colocado para elevar durante todo el siglo XIX el templo del liberalismo, donde se adoró a la diosa Razón, sustituyendo los principios de la Fe, verdad revelada, en la cual tienen que asentarse fatalmente todos los principios de la educación, aunque se haya querido sustituirla por ese postulado hipócrita del respeto a la conciencia del niño…
Ha sido costumbre en estos últimos tiempos… buscar en la ciencia pedagógica todo lo exótico, todo lo extraño, todo lo extranjero. Y así, en estos últimos años oíamos hablar de Decroly, oíamos hablar de Pestalozzi, olvidando que tenemos en España en el siglo XVI los mayores pedagogos españoles y los educadores más realistas.

Se hacía especial hincapié en rechazar las «pedanterías y barbarismos» de la Institución Libre de Enseñanza, a la que se hacía responsable de haber conseguido «arrancar del corazón de muchos maestros todo sentimiento de piedad cristiana y de amor a la gran patria española, ideales únicos capaces de hacer fecunda la labor docente».

## Represión y depuración

### Los maestros de la Enseñanza Primaria

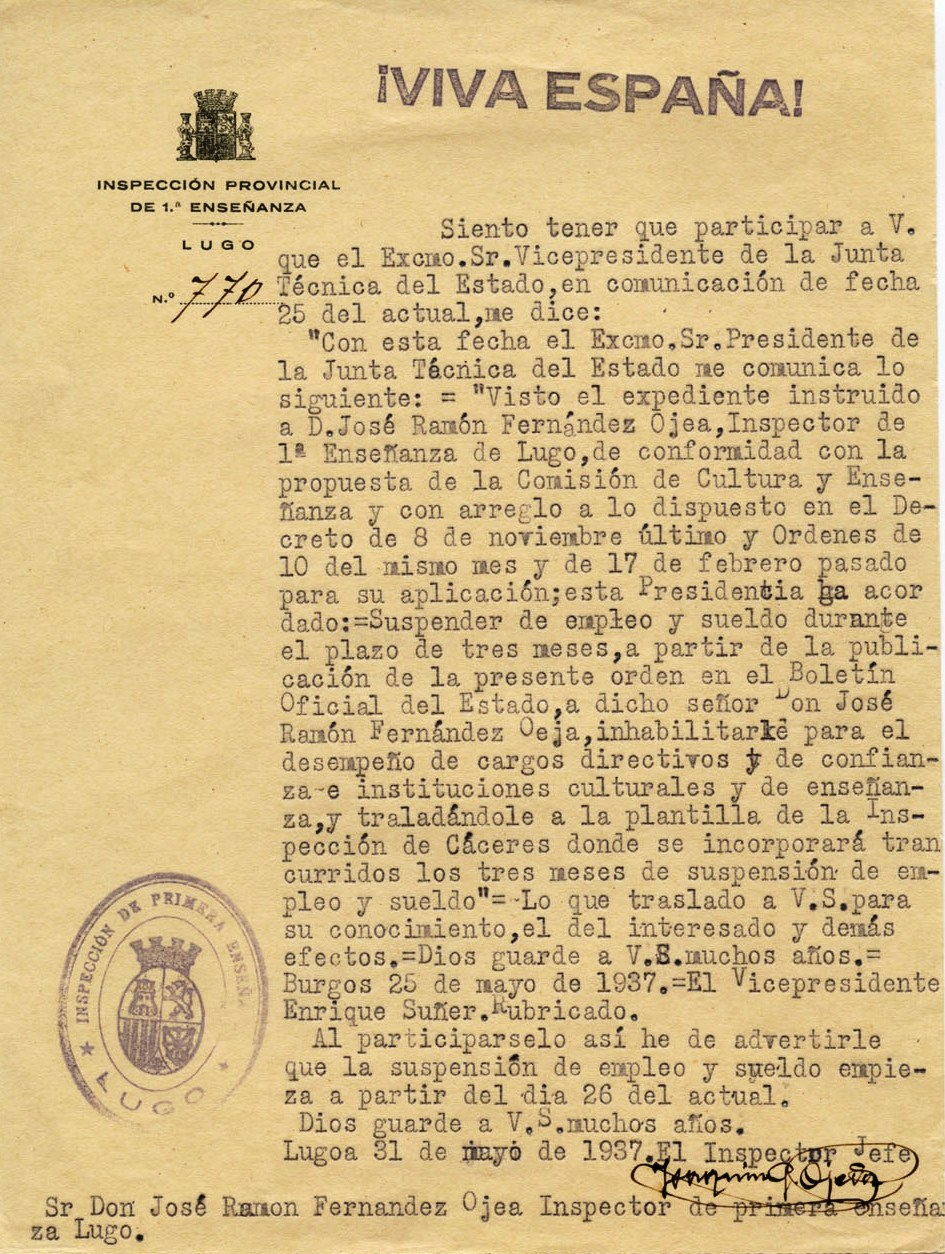
Resolución de la Junta Técnica del Estado del expediente de José Ramón Fernández Ojea, Inspector de primera enseñanza de Lugo, por el que se acuerda "suspender de empleo y sueldo durante el plazo de tres meses a don José Ramón Fernández Ojea, inhabilitarle para el desempeño de cargos directivos y de confianza e instituciones culturales y de enseñanza, y trasladarle a la plantilla de la inspección de Cáceres donde se incorporará transcurridos los tres meses de suspensión de empleo y sueldo. Burgos, 25 de mayo de 1937"

Posiblemente el colectivo de funcionarios que fue objeto de una depuración más dura y exhaustiva por parte del bando sublevado fue el cuerpo de maestros nacionales a los que un decreto del 10 de diciembre de 1936 de la Junta Técnica del Estado, en los inicios de la guerra civil española, les advertía que «no se volverá a tolerar, ni menos a proteger y subvencionar, a los envenenadores del alma popular». Muchos de ellos, además, fueron asesinados. «La finalidad de la depuración era inicialmente la destrucción de la obra escolar republicana, acabar con el laicismo, la coeducación, la organización democrática de la enseñanza y el espíritu de innovación pedagógica», afirma Santiago Vega Sombría. En su lugar se proponían implantar una educación reaccionaria, antiliberal, agresivamente nacionalista española y ultracatólica. La depuración de los maestros ―a los que se hacía responsables de la «caótica» situación de España― y de los enseñantes en general, se reguló en el Decreto 66 de 8 de noviembre de 1936 (aunque las depuraciones habían comenzado mucho antes por orden de las autoridades militares), en cuyo preámbulo se decía lo siguiente:

El hecho de que durante décadas el Magisterio en todos sus grados y cada vez con más raras excepciones haya estado influido y casi monopolizado por ideologías e instituciones disolventes, en abierta oposición con el genio y tradición nacional, hace preciso que en los solemnes momentos que atravesamos se lleve a cabo una revisión total y profunda en el personal de Instrucción Pública, trámite previo a una reorganización radical y definitiva de la enseñanza, extirpando así de raíz esas falsas doctrinas que con sus apóstoles han sido los principales factores de la trágica situación a que fue llevada nuestra patria.

La Orden creaba cuatro comisiones: la A que se ocuparía de la depuración del personal de las universidades; la B de las escuelas de Arquitectura, de Ingeniería y de Comercio; la C del profesorado de los institutos de Segunda enseñanza y las Escuelas Normales y los inspectores de Primera Enseñanza; y la D que depuraría el personal de Enseñanza Primaria, incluidos los no docentes. Esta última estaría presidida en cada provincia por el director del Instituto de Segunda Enseñanza de la capital e integrada por un inspector de Primera Enseñanza, el presidente de la ‘’Asociación de Padres de Familia’’ y dos personas de «máximo arraigo y solvencia moral y técnica». En la Circular de la Comisión de Cultura y Enseñanza de la Junta Técnica del Estado dirigida a los miembros de las Comisiones Depuradoras de 7 de diciembre de 1936, firmada por José María Pemán, se les decía, después de culpar de todo los males a la Institución Libre de Enseñanza,  que «es preciso combatir resueltamente el sistema seguido desde hace más de un siglo de honrar y enaltecer a los inspiradores del mal».
Santiago Vega Sombría ha estudiado los expedientes de depuración de la Comisión D de la provincia de Segovia. Fueron 703 los maestros afectados, de los que 184, es decir un 26,2% del total, fueron sancionados y 518 fueron confirmados en sus cargos. De los 184 sancionados, 57 fueron dados de baja en el escalafón y separados del servicio; 45 fueron suspendidos de empleo y sueldo y trasladados forzosamente fuera de la provincia y 42 con la misma sanción pero con el traslado forzoso dentro de la provincia; 20 fueron sancionados con la suspensión de empleo y sueldo e inhabilitación; y por último 21 fueron inhabilitados para cargos directivos y de confianza. «Los maestros depurados en la provincia de Segovia, un 25,2%, constituían la vanguardia del Magisterio, aquellos maestros deseosos de llevar las innovaciones pedagógicas a las escuelas. Muchos de ellos escribían en revistas especializadas como Magisterio Segoviano, que precisamente dirigía Ángel Gracia (fusilado en agosto de 1936), colaboraban en la prensa de información general... o daban conferencias por toda la provincia».
Se calcula que en marzo de 1939, en Cataluña, más de un millar de maestros fueron excluidos de la enseñanza y que para suplirlos se enviaron maestros procedentes de Extremadura y Castilla. Así, el régimen se aseguraba el «desarraigo cultural» en la educación de los niños catalanes. Las plazas docentes que quedaban vacantes eran cubiertas preferentemente por excombatientes del bando nacional, muy identificados ideológicamente con el régimen, pero sin tener una formación académica adecuada.

### Los profesores de Educación Secundaria y de Universidad
Los profesores de los Institutos de Educación Secundaria y los de Universidad también fueron depurados. Uno de los expedientados fue el poeta Jorge Guillén, catedrático de Filosofía y Letras de la Universidad de Sevilla. Se le acusó de ser «simpatizante de las izquierdas», «militante de Acción Republicana», dar «conferencias en el Instituto Hispano-Cubano en unión de otros catedráticos militantes de izquierdas» y ser «de avanzada ideología en el orden político y religioso». En uno de los informes en que se basaban estas acusaciones se decía: «en Madrid fue del grupo vanguardista de intelectuales, en su mayoría de izquierdas. Casado con... hija de un hacendado judío, que se asegura que es masón. No tendría nada de particular que lo fuera el referido». En octubre de 1937 le llegó la sanción que no fue tan grave como se pudiera esperar, pues se redujo a la suspensión de empleo y sueldo por dos años e inhabilitación para cargos directivos y de confianza. Jorge Guillén acabó marchando al exilio.

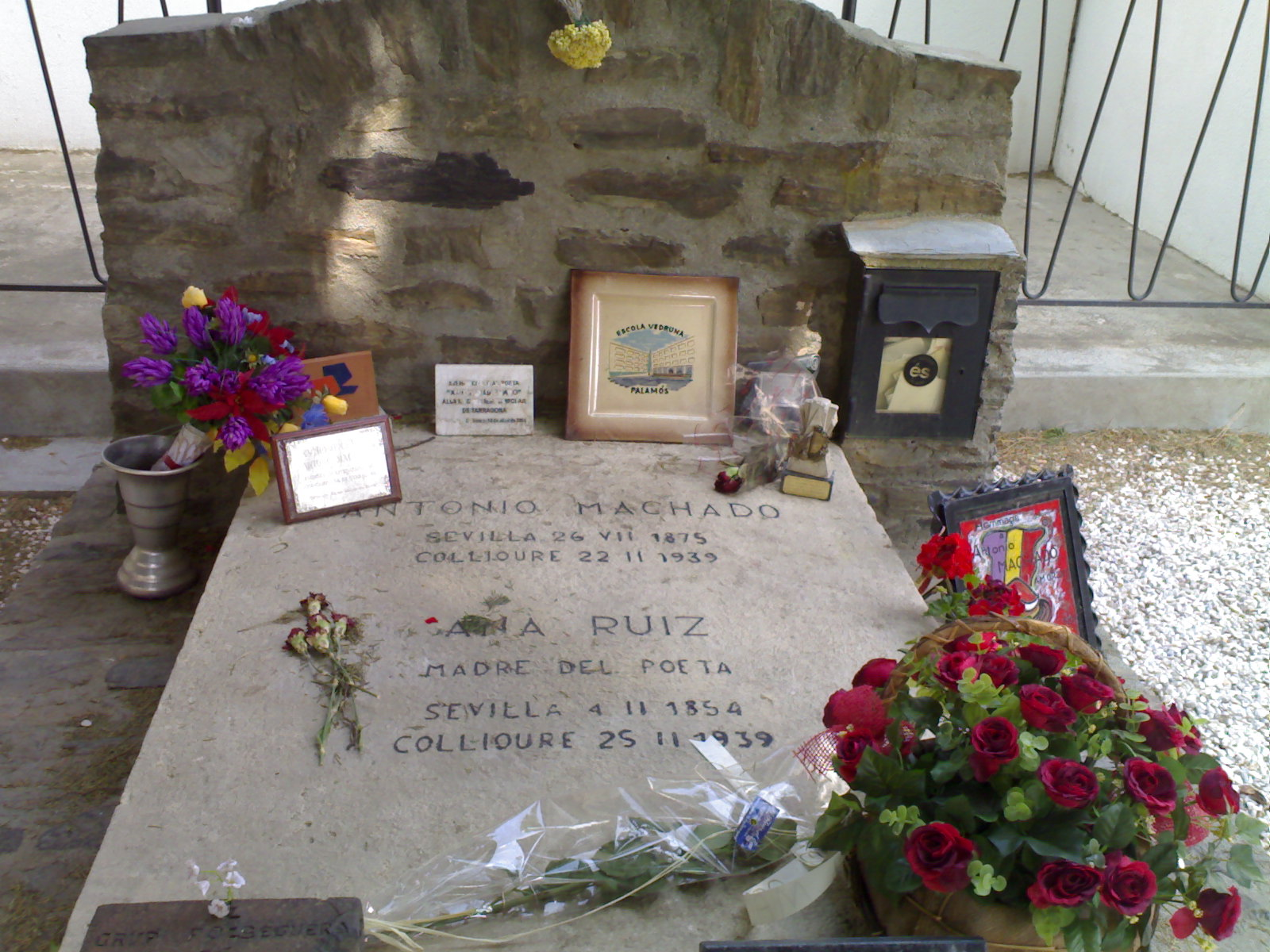
Tumba de Antonio Machado en Colliure (Francia).

Entre los profesores de Segunda Enseñanza destaca el poeta Antonio Machado que también fue sometido a un expediente de depuración y se pidió un informe al Instituto Cervantes de Madrid donde tenía su plaza de catedrático. El centro comunicó a la Comisión Depuradora C de Madrid que había fallecido «según referencias de los periódicos». Así que, sin solicitar más informes se procedió a la separación definitiva decretada el 7 de julio de 1941, dos años después de haber muerto en el exilio. Mucho tiempo antes los compañeros de Machado del Instituto de Segovia donde también había estado le declararon indeseable junto con otros profesores defensores de la legalidad republicana y remitieron una nota al diario local El Adelantado de Segovia que la publicó el 27 de noviembre de 1936. En ella se decía:

Publicadas recientemente y por distintos medios de difusión diferentes actuaciones, imputadas a los ex catedráticos de este instituto Antonio Machado Ruiz, Rubén Landa Vaz y Jaén Morente, indiscutiblemente censurables, por antipatrióticas y contrarias al Movimiento Nacional, el claustro de este centro no podía mostrarse ajeno... en sesión celebrada el 11 de noviembre, declaró indeseables a tales señores y estimando a la vez como depresiva la presencia de sus nombres en el mismo escalafón al que nos honramos pertenecer.

Ya finalizada la guerra civil una Orden de 29 de julio de 1939 expulsó de la docencia a varios catedráticos de la Universidad Central de Madrid por su

pública y notoria desafección al nuevo régimen implantado en España, no solamente por su actuación en las zonas que han sufrido la dominación marxista, sino también por su pertinaz política antinacional y antiespañola en los tiempos precedentes al Glorioso Movimiento Nacional. La evidencia de sus conductas, perniciosas para el país, hace totalmente inútiles las garantías procesales, que en otro caso constituyen la condición fundamental de todo enjuiciamiento.

Los catedráticos de Universidad que se habían exiliado fueron separados del servicio sin necesidad de incoarles ningún expediente de depuración. Otros fueron directamente fusilados como los rectores de las universidades de Oviedo, de Valencia y de Granada (en esta última junto al rector fueron asesinados otros cuatro catedráticos). Con los asesinatos, las depuraciones y el exilio la mayoría de las universidades españolas quedó desmantelada de sus más prestigiosos catedráticos: Pedro Salinas, Jorge Guillén, Claudio Sánchez Albornoz, Fernando de los Ríos, Luis Jiménez de Asúa, José Giral, Américo Castro, etc.

## Marco legal y política educativa

### Guerra Civil y Primer franquismo (1938-1959)

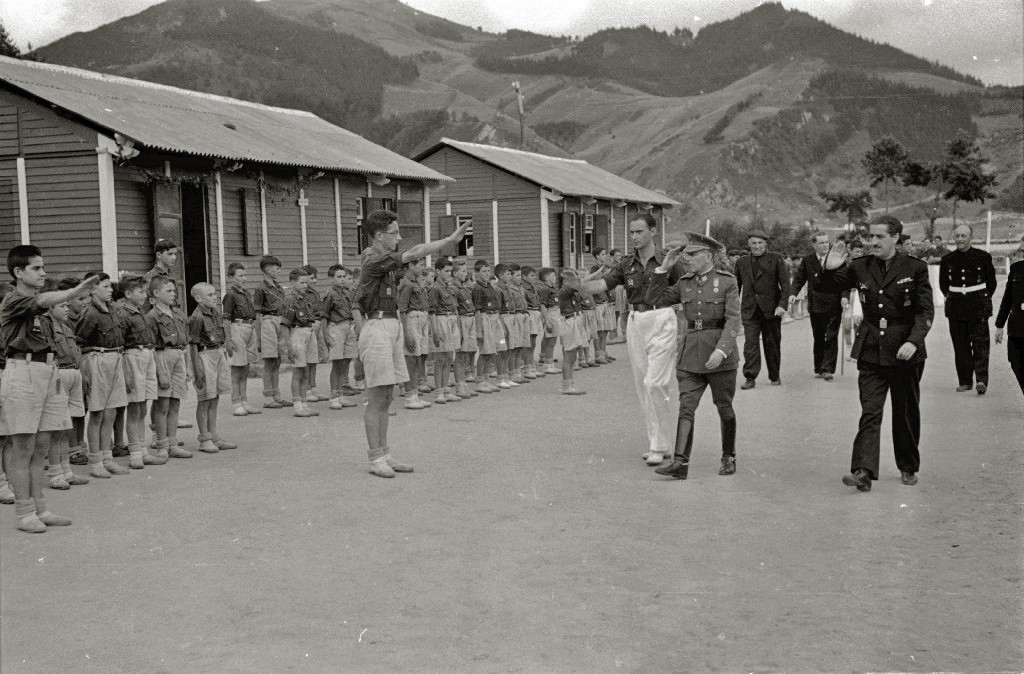
Campamento del Frente de Juventudes en Orio (Guipúzcoa), 1944.

Los dos primeros ministros de Educación Nacional, Pedro Sainz Rodríguez (1938-1939) y José Ibáñez Martin (1939-1951) se propusieron un doble objetivo: desmantelar el sistema educativo de la Segunda República Española y configurar uno nuevo basado en el ideario ultraconservador del nacional-catolicismo. Al mismo tiempo continuaron con la depuración de los maestros y de los profesores de enseñanza media y de Universidad que ya había empezado en noviembre de 1936 con el fin de evitar que los enseñantes estuvieran dominados por «ideologías disolventes y antipatrióticas», producto de la influencia de la Institución Libre de Enseñanza. Era el «trámite previo a una reorganización radical y definitiva de la enseñanza» que se pensaba acometer.
A partir de entonces, «cualquier signo ideológico que rozara mínimamente con las corrientes liberales, socializantes o autonomistas, cualquier interpretación filosófica que se apartara de la escolástica más tradicional, cualquier ensayo educativo que pusiera en cuestión los métodos tradicionales del autoritarismo y del memorismo escolar… era suficiente para ser excluido. La guillotina, el fuego y la censura se emplearon a tope con los libros y textos catalogados de “rojo-separatistas”». Para «orientar» a los maestros se organizaron cursillos con el fin de «saturar su espíritu de contenido religioso y patriótico que informa nuestra cruzada». Las plazas que quedaron vacantes por la depuración de los maestros y las nuevas que se crearon fueron reservadas a los adictos al régimen, fundamentalmente a los excombatientes. Lo mismo sucedió en la Enseñanza Media donde sólo dos de cada diez plazas eran realmente libres.

#### El Bachillerato de 1938 y la Ley Universitaria de 1943
La primera ley educativa franquista, propuesta por el monárquico Pedro Sainz Rodríguez (y con José Pemartín, antiguo miembro como Sainz Rodríguez de Acción Española, al frente del Servicio Nacional de Enseñanza Superior y Media) fue promulgada en septiembre de 1938 todavía en plena guerra civil. En ella se estableció un nuevo plan de bachillerato caracterizado por la vuelta a esquemas clásico-humanistas propios de la España imperial, que era el modelo en el que quería inspirarse el Nuevo Estado. Constaba de siete cursos durante los cuales debían cursarse siete «disciplinas» a lo largo de todos ellos: Religión, desdoblándose con Filosofía a partir del 5.º curso; Lenguas clásicas: latín en todos los cursos y griego a partir de 4.º; Lengua y Literatura Española; Geografía e Historia; Matemáticas; dos Lenguas Modernas, de las que una de ellas tenía que ser el alemán o el italiano; y Cosmología, que incluía la iniciación a las Ciencias Naturales y a la Física y Química. Estas siete disciplinas irían acompañadas de la «Educación artística, física y patriótica» que incluiría «ejercicios gimnásticos; música; trabajos manuales; visitas de arte», «conferencias para la formación patriótica de la juventud» y «Dibujo y modelado».
Según Rafael Valls, de estas siete «disciplinas» la historia era la que constituía «la columna vertebral de este plan de bachillerato, en cuanto que, a través de ella, se pretende conseguir, como se expresa en el prólogo de la ley, una cultura clásica y humanística que posibilite "el ser auténtico de España"». Valls afirma que la historia cumplió el mismo papel que el plan de bachillerato de 1953 le concedió a la materia Formación del Espíritu Nacional: «Es la historia, en 1938, la que ocupa esta función apologética del Nuevo Estado dentro de la educación de los alumnos de bachillerato. Esta exaltación patriótico-imperialista... tiene su colofón en los cursos sexto y séptimo, dedicados exclusivamente a la "Historia del imperio español y el valor de la Hispanidad"». El preámbulo de la Ley terminaba así: 

La España que renace a su auténtico Ser cultural, a su vocación de misión y de ejemplaridad, a su tensión militante y heroica, podrá contar para su juventud con este sistema activo y eficaz de Cultura docente que ha de templar las almas de los españoles con aquellas virtudes de nuestros grandes capitanes y políticos del Siglo de Oro, formados en la Teología Católica de Trento, en las Humanidades Renacentistas y en los triunfos guerreros por tierra y por mar en defensa y expansión de la Hispanidad.

Para cursar el «Bachillerato Universitario» se requería haber cumplido 10 años y superar una prueba de ingreso. Los tres primeros años constituían el «ciclo de estudios elementales» y al final de los siete años había que superar «el examen de Estado del Bachillerato» cuyo tribunal sería organizado por la Universidad. El Bachillerato no era gratuito pero la ley establecía que los Centros del Estado (Institutos de Segunda Enseñanza) y particulares debían reservar un tanto por ciento de plazas gratuitas.  Por otro lado, el «nuevo Bachillerato clásico y formativo» se proponía acabar con «la rusofilia y el afeminamiento».

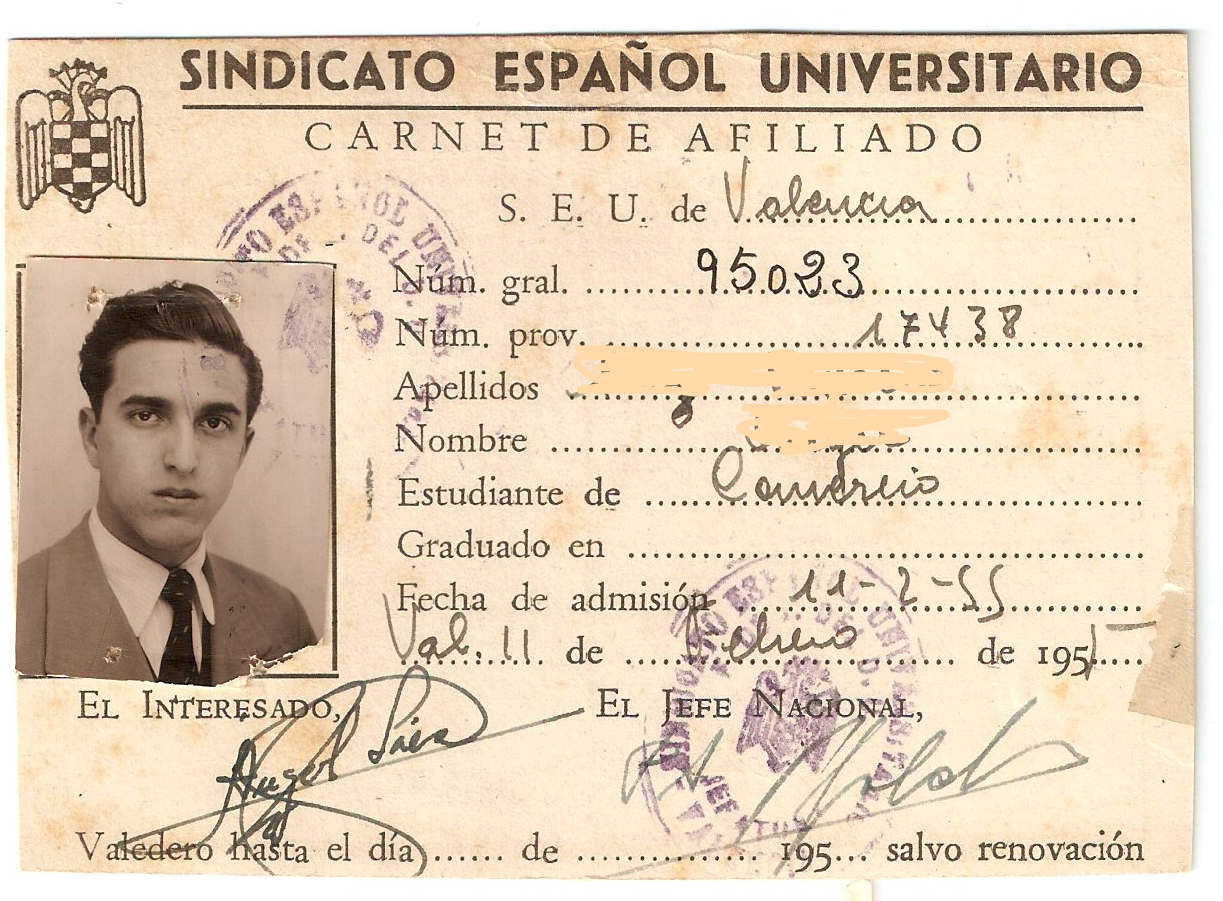
Carnet del SEU. La afiliación al SEU era obligatoria para todos los estudiantes universitarios.

El Estado dejó en manos de los colegios regentados por las órdenes religiosas católicas esta enseñanza ―en la ley se decía que estimularía la iniciativa privada para que creara centros que sirvieran de «notable emulación a las instituciones oficiales»― y cerró los institutos públicos que había creado la República ―en una Orden de agosto de 1939 se justificaba así: «la política docente de la República fundada principalmente en la sustitución de la enseñanza dada por las órdenes religiosas, creó un crecido número de centros de Enseñanza Media innecesarios a todas luces»―. De esta forma se pusieron las bases del clasismo del sistema educativo franquista, uno de sus rasgos esenciales. Como ha señalado Alicia Alted, el bachillerato universitario «presentaba un fuerte carácter elitista ya que su objetivo era formar a las futuras clases dirigentes; aquellas que tendrían en sus manos la posibilidad de consolidar el proceso de ideologización política y social que se estaba imponiendo». Así lo reflejaba el preámbulo de la ley:

Una modificación profunda de este grado de enseñanza es el instrumento más eficaz para, rápidamente, influir en la transformación de una sociedad y en la formación intelectual y moral de sus futuras clases directoras.

La segunda ley educativa ya es obra del ministro José Ibáñez Martín. Se trata de la Ley de Ordenación de la Universidad Española de 25 de julio de 1943. En ella se establece la obligatoriedad de la pertenencia al Sindicato Español Universitario (SEU) de todos los estudiantes de la Universidad. Además los rectores debían ser miembros del partido único FET y de las JONS y todos los opositores debían jurar su adhesión al Movimiento Nacional.

#### La Enseñanza Primaria (la Ley de 1945)

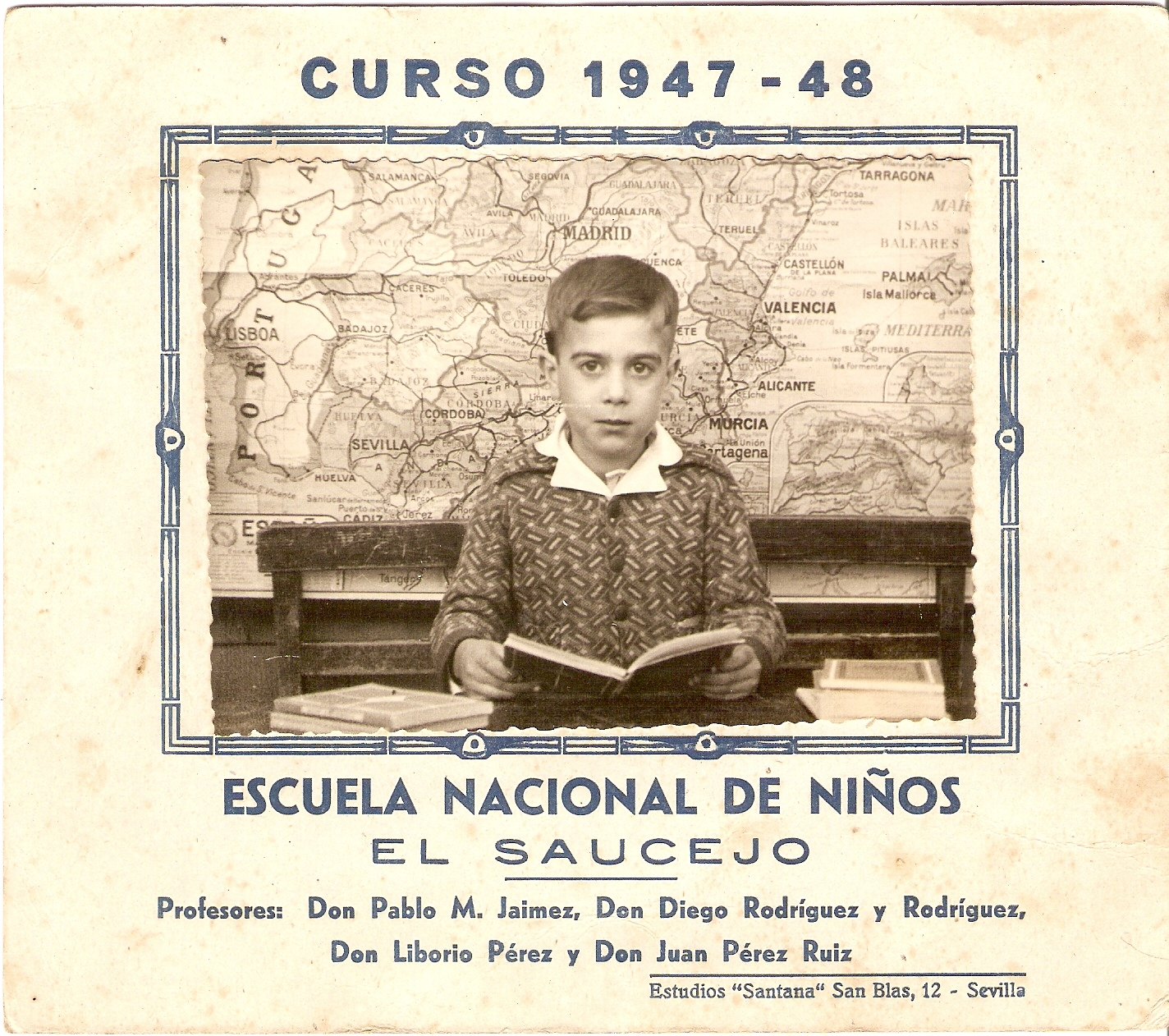
Típica foto escolar. Escuela Nacional de Niños de El Saucejo (curso 1947-1948).

La primera regulación de la Enseñanza Primaria se produjo mediante la Orden de 20 de enero de 1939 en la que se establecía que «los principios morales y patrióticos que impulsan el glorioso Movimiento Nacional, han de tener en la Escuela Primaria su más fiel expresión y desarrollo». Hubo que esperar al 17 de julio de 1945 para que se promulgara la Ley de Educación Primaria. En su preámbulo se decía: «La Escuela española en armonía con la tradición de sus mejores tiempos ha de ser ante todo católica… Además, la Escuela en nuestra Patria ha de ser esencialmente española. Y en este aspecto, la Ley se inspira en el punto programático del Movimiento Nacional por el que se supedita la función docente a los intereses supremos de la Patria».
La ley establecía la subsidiaridad de la escuela pública ―el artículo 4 decía: «corresponde al Estado… crear y sostener las escuelas que, aparte de la iniciativa privada y de la Iglesia, sean necesarias para la educación de todos los españoles»― y concedía a la Iglesia Católica amplios privilegios. El artículo 3 le reconocía «el derecho a la creación de escuelas primarias y de escuelas del Magisterio, con la facultad de expedir los títulos respectivos en la forma que se determina en esta Ley» y «el derecho a la vigilancia e inspección de toda enseñanza en los centros públicos y privados de este grado, en cuanto tenga relación con la fe y las costumbres».

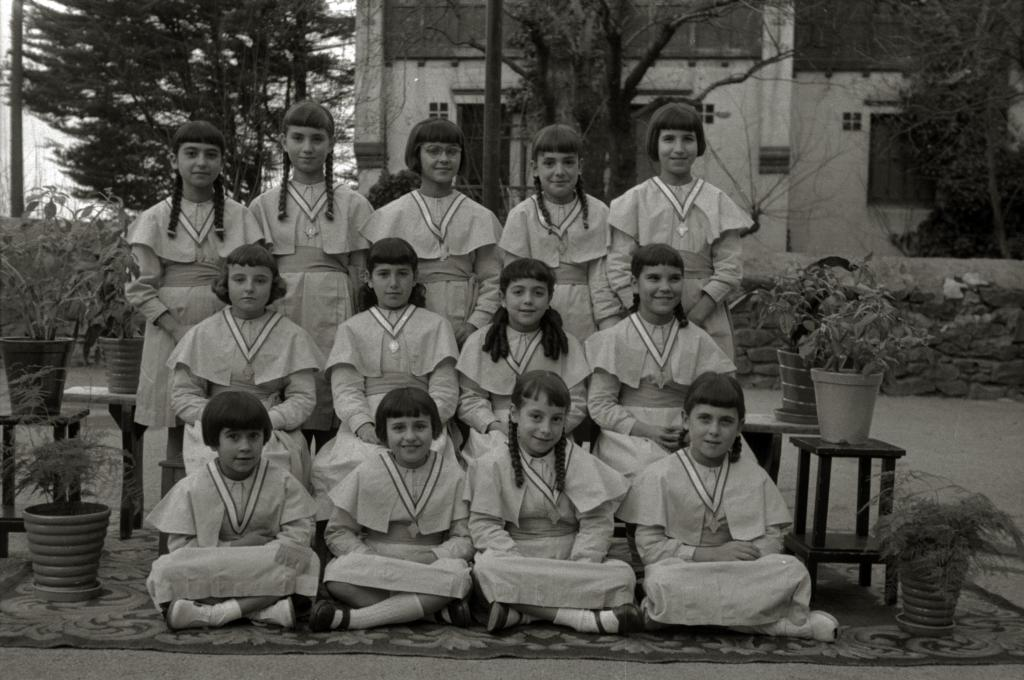
Grupo de niñas del Colegio del Amor Misericordioso de San Sebastián (1955).

La ley establecía la escolarización obligatoria de los 6 a los 12 años. Se daba prioridad a la formación del «espíritu nacional», a la formación religiosa y a la «lengua nacional» en detrimento de las materias científicas prácticamente inexistentes. Además diferenciaba entre la formación de los niños y de las niñas. En el artículo 11 se decía: «La educación primaria orientará a los escolares, según sus aptitudes, para la superior formación intelectual o para la vida profesional del trabajo en la industria y el comercio o en las actividades agrícolas. La educación primaria femenina preparará especialmente para la vida del hogar, artesanía e industrias domésticas». 
Por iniciativa del ministro de Trabajo, el falangista José Antonio Girón se creó el Bachillerato Laboral que «se presentaba como un intento de proporcionar unos conocimientos mínimos a la clase obrera para incorporarla a la producción, aunque su objetivo real debe buscarse en la pugna por el control de un cierto tipo de enseñanza desde la Organización Sindical Española frente al poder de la Iglesia». Poco después, en 1950, se aprobaba el reglamento de las Escuelas del Magisterio en las que siguieron marginadas las materias pedagógicas y profesionales. Se trataba de ampliar la cultura general adquirida en el bachillerato.

#### El Bachillerato Laboral (la Ley de 1949)
El Bachillerato Laboral o Técnico (inicialmente Bachillerato profesional, diferenciado del Bachillerato universitario) fue un tipo de bachillerato específico establecido en 1949 a iniciativa del Ministro de Trabajo, el falangista José Antonio Girón. «Se presentaba como un intento de proporcionar unos conocimientos mínimos a la clase obrera para incorporarla a la producción, aunque su objetivo real debe buscarse en la pugna por el control de un cierto tipo de enseñanza desde la Organización Sindical Española frente al poder de la Iglesia».
Fue creado por la Ley de 16 de julio de 1949 de Bases de Enseñanza Media y Profesional, en cuyo preámbulo se decía que era «una nueva modalidad del Bachillerato que sin perder su carácter esencial de formación humana» la simultanearía «con el adiestramiento de la juventud en las prácticas de la moderna técnica profesional» para asegurar «a los alumnos una preparación suficiente para desenvolverse en la vida y a los mejores dotados el posible acceso a los estudios superiores». La duración del Bachillerato profesional sería de cinco años, un primer año de carácter formativo general y cuatro años de especialización profesional.  
Los centros donde se impartiría no serían los Institutos de Enseñanza Media donde se estudiaba el Bachillerato Universitario, sino unos nuevos Centros de Enseñanza Media y Profesional que estarían destinados a tres grupos de alumnos, según el Preámbulo de la ley. «En primer término, aquellos que desean únicamente, sobre la base de una formación general humana de un Bachillerato elemental, instruirse en la práctica de las enseñanzas profesionales modernas. En segundo lugar, los que aspiren a ingresar en otros estudios especiales técnicos, para los que se requieren tan sólo los primeros años del Bachillerato. Por último, el de los mejor dotados, intelectualmente, que, alejados de las grandes poblaciones, podrán cursar los primeros años del Bachillerato en el lugar de su residencia, con ánimo de completar más tarde su formación y alcanzar el grado de Bachiller universitario a través de un sistema progresivo de selección que garantice su acierto vocacional y les encauce hacia la Universidad o los estudios técnicos superiores». Los Centros de Enseñanza Media y Profesional serían masculinos o femeninos, aunque «la labor docente de extensión profesional y de elevación del nivel de cultura podrá abarcar alumnos de uno y de otro sexo».

#### El intento de renovación del ministro Ruiz Giménez

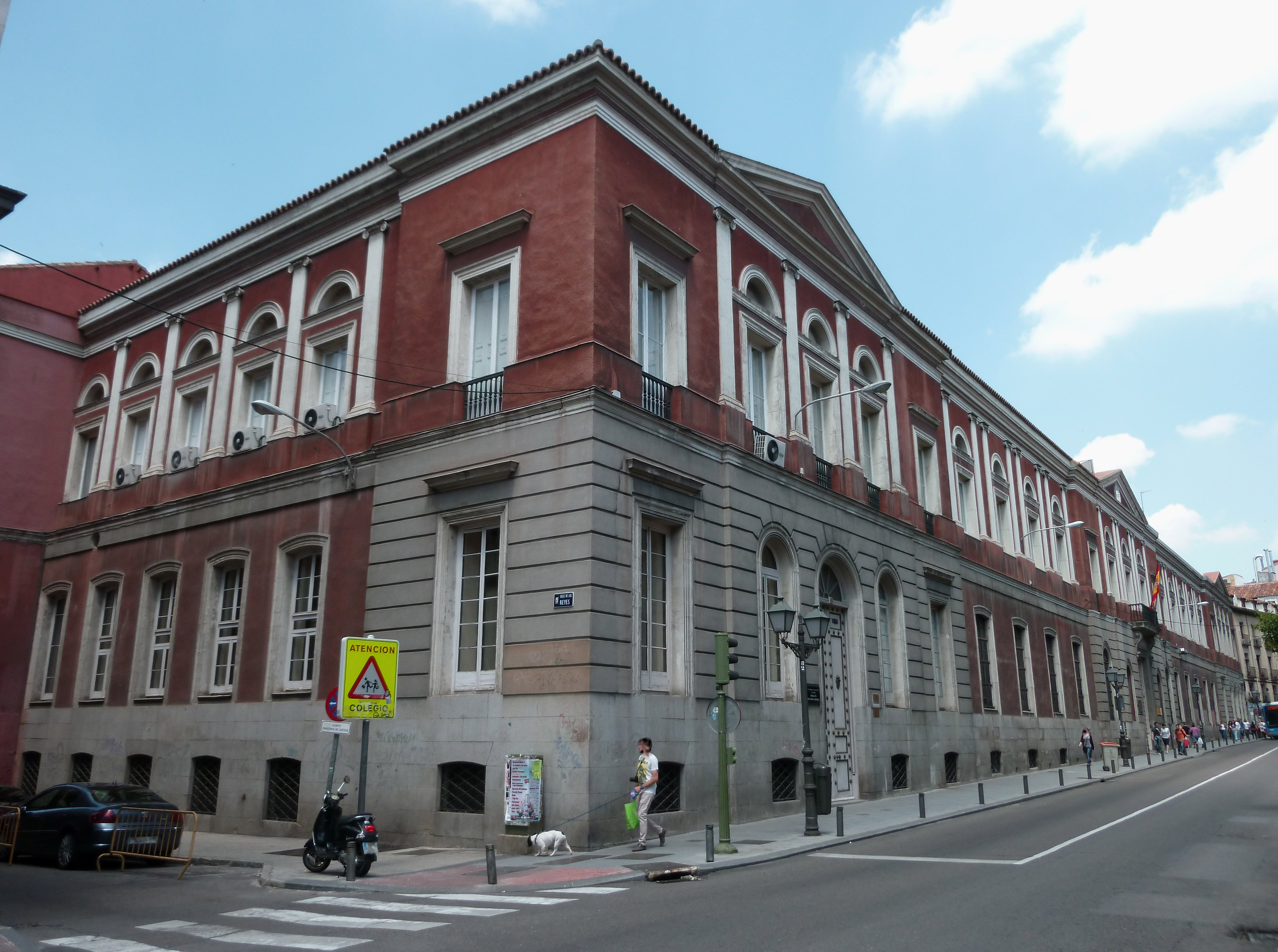
Sede de la Universidad Central (Universidad Complutense) en la calle de San Bernardo, Madrid, donde tuvieron lugar los sucesos de 1956, que acabarían provocando la destitución de Ruiz Giménez por el general Franco.

La sustitución en julio de 1951 de Ibáñez Martín por Joaquín Ruiz Giménez al frente del Ministerio de Educación Nacional abrió una etapa de reorientación de la política educativa que se plasmó en un intento de renovación de la enseñanza media y de  la universitaria. En febrero de 1953 se promulga la ley Ordenación de la Enseñanza Media. En el nuevo bachillerato, que se pretende que sea más eficaz y racional, se concede mucho mayor peso a la enseñanza científica, lo contrario de lo que sucedía en el bachillerato de 1938 del ministro Sainz Rodríguez. Tras un tronco común de cuatro años (bachillerato elemental) se divide el bachillerato superior (de dos años) en dos ramas: ciencias y letras. Por otro lado, se le concede a la inspección educativa una nueva función técnico-pedagógica que vaya más allá del mero control ideológico, que se complementa con la creación en los institutos de enseñanza media de un servicio de orientación psicotécnica. Se extiende la enseñanza oficial a los barrios de las grandes ciudades con la creación de filiales de los institutos centrales y además se regulan las distintas modalidades de centros no oficiales (reconocidos, autorizados, libres…). Los privilegios que tenía la Iglesia católica en este nivel educativo se mantienen y los colegios religiosos continuarán constituyendo la oferta principal de estas enseñanzas. Como complemento de la ley se promulgará en 1955 la Ley de Formación Profesional Industrial.
En cuanto a la renovación de la Universidad Ruiz Giménez contará con el apoyo de tres intelectuales exfalangistas: Pedro Laín Entralgo, rector de la Universidad de Madrid; Antonio Tovar, rector de la Universidad de Salamanca; y Dionisio Ridruejo, uno de los promotores de la revista ‘’Tiempo Nuevo’’. El proceso liberalizador que inicia Ruiz Giménez incluye la readmisión de algunos catedráticos depurados, mayor flexibilidad en la designación de los tribunales para las oposiciones a cátedra y la apertura al diálogo entre los diferentes estamentos universitarios que culminará con la celebración de la I Asamblea Nacional de Universidades Españolas abierta a la discusión de todo tipo de cuestiones. Como complemento Ruiz Giménez, influido por Ruidrejo, promueve el Congreso de Escritores Jóvenes. La apertura de Ruiz Giménez se encontró con la oposición de los falangistas del SEU, el sindicato estudiantil oficial y único, cada vez más cuestionado por los estudiantes que reivindicaban la celebración de un Congreso Libre de Estudiantes. El enfrentamiento entre estos últimos y los estudiantes falangistas en la Universidad de Madrid en los sucesos de 1956 provocarán la caída de Ruiz Giménez. Fue sustituido por el técnico falangista Jesús Rubio García Mina que estará en el cargo hasta julio de 1962.

### Segundo franquismo (1959-1975)

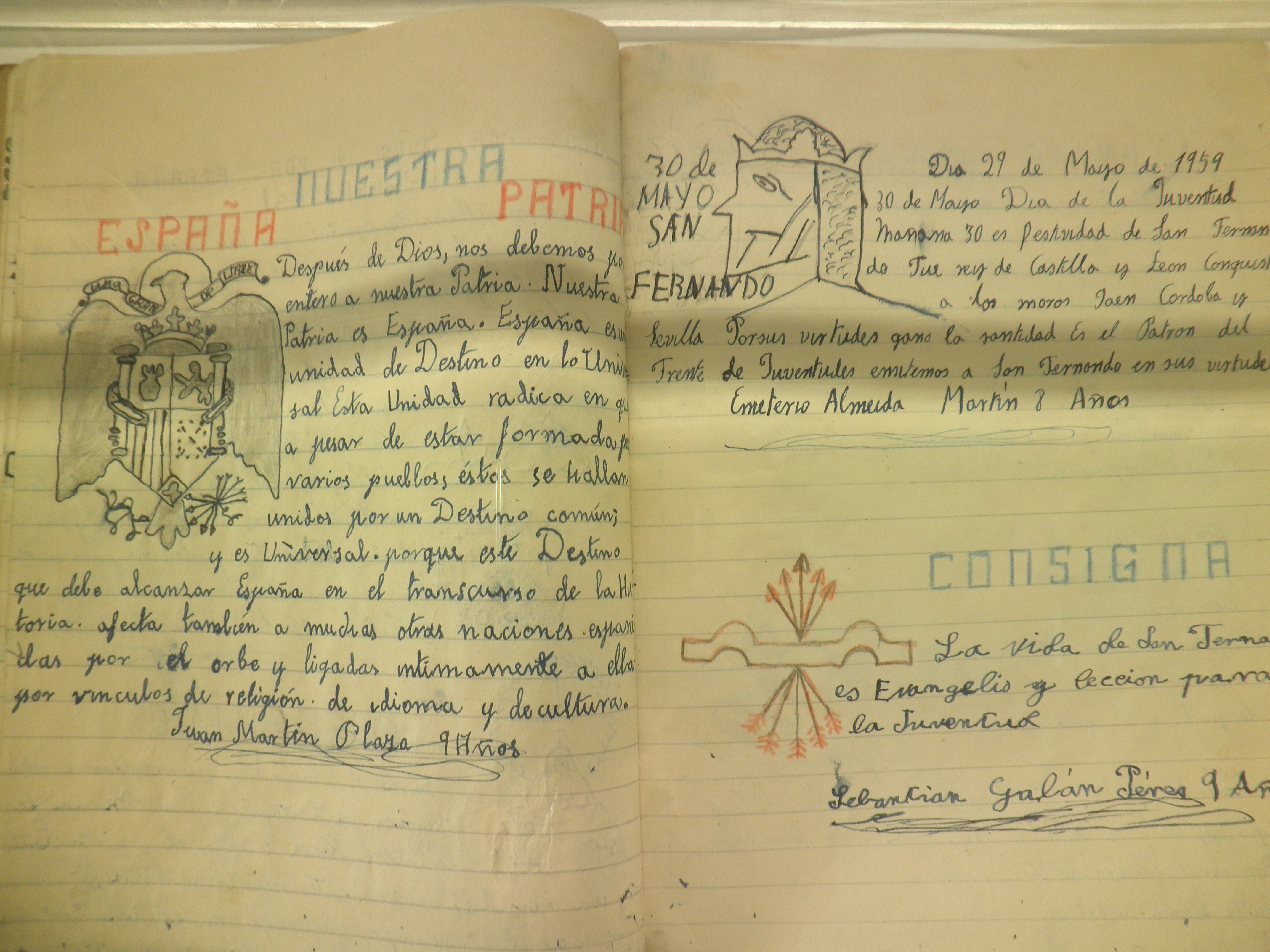
Cuaderno escolar de 1959 en el que se recogen varios dictados. El de la izquierda, copiado por un niño de 9 años, y en el que se puede apreciar el ideario del nacional-catolicismo y del falangismo se dice lo siguiente: "NUESTRA PATRIA ESPAÑA. Después de Dios nos debemos por entero a nuestra Patria. España es una unidad de destino en lo Universal. Esta unidad radica en que a pesar de estar formada por varios pueblos éstos se hallan unidos por un Destino común; y es universal porque este Destino que debe alcanzar España en el transcurso de la Historia afecta también a muchas otras naciones esparcidas por el orbe y ligadas íntimamente a ellas por vínculos de religión, de idioma y de cultura".

En 1959 se aprobó el Plan de Estabilización que salvó al país de la bancarrota a la que la había conducido la política autárquica implantada desde el final de la guerra civil. A partir de entonces se produjo un gran crecimiento económico ―el «milagro económico español»― que acabó transformando la estructura productiva ―España pasó a ser un país industrializado― y provocando importantes cambios sociales que harán entrar en crisis al sistema educativo franquista. Así, en los primeros años de la década de 1960, «empieza a hacerse especialmente crítico el divorcio existente entre la creciente demanda social de educación y el aparato escolar anquilosado y burocratizado que se resiste a nuevos planteamientos de corte tecnocrático y a la articulación de mecanismos de mayor operatividad y eficacia».

#### Las reformas de Lora Tamayo (1962-1968)
Un sector del régimen franquista, los llamados tecnócratas más o menos relacionados con el Opus Dei, es cada vez más consciente de la necesidad de modernizar el aparato escolar ―aunque sin perder la carga religioso-patriótica y manteniendo el principio de autoridad― para adaptarse al cambio en la estructura económica y para satisfacer las aspiraciones de amplios sectores sociales que demandan educación para mejorar su estatus social. Así lo reflejó el Informe del Banco Mundial que el gobierno franquista solicitó en el que tras exponer las deficiencias que presentaba el sistema educativo se plantea la necesidad de vincularlo estrechamente con el sistema productivo. El nuevo ministro de Educación Nacional, Manuel Lora-Tamayo (1962-1968), vinculado con los tecnócratas del Opus Dei, introdujo algunos cambios como la extensión de la escolaridad obligatoria hasta los 14 años en 1964, la promulgación de una nueva Ley de Enseñanza Primaria en 1965 y el cambio de la denominación del Ministerio de Educación Nacional que pasó a llamarse Ministerio de Educación y Ciencia en 1966. Al año siguiente una Ley de Formación Profesional unifica el bachillerato elemental al abolir el bachillerato laboral y el nuevo Plan del Magisterio exige para ingresar en las Escuelas Normales haber aprobado el bachillerato superior, y no sólo el elemental como sucedía hasta entonces, además de introducir las nuevas corrientes psico-pedagógicas en su formación.

#### Villar Palasí y la Ley General de Educación de 1970
Sin embargo será el nuevo ministro de Educación José Luis Villar Palasí, nombrado por el general Franco en abril de 1968, el que acometerá la reforma del sistema educativo franquista, para lo que contará con la estrecha colaboración de Ricardo Díez Hochleitner, experto de la UNESCO en planificación educativa, que desempeñará los cargos de director general y de subsecretario del ministerio. Así, justo un año después de haber tomado posesión de su cargo se hace público el que será conocido como ‘’Libro Banco’’ (‘’La educación en España. Bases para una política educativa’’), que tras señalar las deficiencias del sistema franquista ―entre ellas su clasismo― propone una serie de cambios para modernizar y racionalizar el sistema educativo que quedarán plasmados en la Ley General de Educación de 1970, aunque algunas de las propuestas del “Libro Blanco” no pasarán a la ley.
La nueva Ley General de Educación crea la Educación General Básica (EGB) cuya finalidad es unificar las dos vías existentes hasta entonces en el sistema educativo franquista: la que seguían los alumnos que a los 10 años superaban la prueba de ingreso para acceder al Bachillerato Elemental, y después pasar al Bachillerato Superior y a la Universidad, y los que continuaban cursando la Enseñanza Primaria hasta finalizar la escolaridad obligatoria a los 14 años e incorporarse al mercado laboral. Así con la EGB, obligatoria y gratuita para todos los alumnos entre 6 y 14 años, la Enseñanza Primaria deja de ser una “vía muerta” y se convierte en el primer escalón del sistema educativo. La segunda gran novedad de la ley es el Bachillerato Unificado Polivalente (BUP) que podrán cursar todos los alumnos que obtengan el graduado escolar tras superar la EGB, mientras que los que no lo consigan podrán optar por seguir una formación profesional para incorporarse al mundo del trabajo. Al finalizar el BUP hay que superar el Curso de Orientación Universitaria (COU) para poder acceder a la Universidad.

#### La «contrarreforma educativa» (1973-1975)
Villar Palasí fue sustituido en junio de 1973 por el miembro del Opus Dei Julio Rodríguez Martínez, que solo estuvo seis meses al frente del Ministerio, aunque tuvo tiempo de crear el caos en la Universidad al decretar el calendario juliano (hacer coincidir el curso académico con el año natural) por lo que retrasó el comienzo del curso de octubre a enero. Como su sucesor Cruz Martínez Esteruelas, que ocupó el cargo desde enero de 1974 hasta un mes después de la muerte del general Franco en noviembre de 1975, no mantuvo la excentricidad del «calendario juliano» el curso 1973-1974 solo duró seis meses. Con los dos sucesores de Villar Palasí se consolidó lo que se dio en llamar la «contrarreforma educativa» que ya había empezado durante la tramitación de la Ley General de Educación por las Cortes franquistas que eliminaron algunas de las propuestas más progresistas de la ley. La «contrarreforma educativa» coincidió con la movilización del profesorado que ya había empezado en tiempos de Villar Palasí.  Reivindicaban la mejora de sus condiciones de trabajo ―en la enseñanza media el fin de la precariedad laboral de los profesores interinos y contratados (PNNs)―, la democratización de los centros y la mejora de la calidad de la enseñanza mediante la aplicación de las innovaciones pedagógicas que impulsaban los movimientos de renovación pedagógica. Estos movimientos, a través de la Escuela de Maestros Rosa Sensat y las escuelas de verano, defendían los postulados de la Escuela Nueva, métodos pedagógicos más democráticos y centrados en el alumno, formación de los profesores y potenciación de la inclusión del catalán en la escuela, sentido primigenio del nacimiento de Òmnium Cultural, que jugó un papel fundamental en la puesta en marcha de enseñanza del catalán.
Lo que escapó del control del franquismo fue la Universidad donde la conflictividad se fue recrudeciendo conforme iba cobrando fuerza el movimiento estudiantil. El reconocimiento de su incapacidad se produjo en 1965, en tiempos del ministro Lora-Tamayo, cuando el gobierno tuvo que decretar el fin de la obligatoriedad de la pertenencia al SEU. Lo intentó sustituir por las Asociaciones de Estudiantes, pero fracasaron pues los universitarios ya se habían organizado en los clandestinos e ilegales Sindicatos Democráticos de Estudiantes. Salvo la entrada en funcionamiento de las primeras Universidades Autónomas en 1968, la única respuesta que dieron los gobiernos franquistas al problema estudiantil fue la represión.

## Alfabetización
El 10 de marzo de 1950 se creó la Junta Nacional contra el Analfabetismo cuyo objetivo era reducir la tasa de analfabetos entre la población adulta española a través de una red de juntas provinciales, municipales y locales. En un segundo momento se crea la Campaña Nacional contra el Analfabetismo, iniciada en 1963 para cuatro cursos escolares. Los esfuerzos de este organismo junto a los realizados por otras instituciones redujeron la tasa de analfabetos adultos de un 17% en 1950 a un 9% existente al inicio de 1970.
El siguiente gráfico muestra la evolución de la tasa de analfabetismo en el periodo de 1930 a 1981. Son consideradas analfabetas aquellas personas de diez y más años de edad que no saben escribir (se incluyen, por tanto, las personas semianalfabetas: aquellas que solo saben leer).

## Enseñanza media
El Anuario Estadístico de 1959 presenta la evolución de alumnos matriculados en bachillerato, para el total de la enseñanza oficial, colegiada privada y libre, durante el primer franquismo.

## La Universidad
Los anuarios estadísticos de 1971 y 1980 proporcionan los datos de la evolución del alumnado universitario entre los cursos 1960-61 y 1977-78:

## La mujer en la Universidad
Durante los primeros años de la dictadura franquista, y antes, la Universidad fue un nivel educativo reservado a las élites y el número de estudiantes universitarios era muy reducido, a pesar del leve incremento que experimentó en sus dos primeras décadas. En el curso 1940-1941 solo había 37.286 estudiantes universitarios, que pasaron a 54.605 (un 46% más) en el curso 1950-1951 y a 89.253 (un 63% más) en el curso 1962-1963. La situación comenzó a cambiar en la década de los años 1960 en que se produjo un aumento significativo. En el curso 1970-1971 había en España 213.159 alumnos en la universidades. En cuanto a las mujeres universitarias pasaron de ser un exiguo 12,6% del alumnado en 1940 a alcanzar el 31% en 1970, multiplicando por diez su número, aunque «las alumnas universitarias siguen representando una minoría», según Laura López de la Cruz, de la Universidad Pablo de Olavide (Sevilla). En el curso 1940-1941, las mujeres estudiaban principalmente Filosofía y Letras, Ciencias (sobre todo en la especialidad de Química) y Farmacia, acogiendo estas facultades el 82% de las alumnas universitarias. A partir de 1950 los alumnos de Filosofía y Letras son en su mayoría mujeres (69,9%), y en Farmacia las mujeres serán mayoría a partir de 1960. Según esta misma investigadora, fue «en el último cuarto del siglo XX, que coincide con el periodo democrático, [cuando] se produce un cambio sustancial en la presencia de la mujer en el ámbito universitario». (Como término de comparación sirva el siguiente dato: según el INE en el curso 2017-2018 había matriculados en las universidades españolas 1.575.579 alumnos, de los cuales el 54,8% eran mujeres)
Según el Anuario Estadístico de 1959, la proporción de alumnas se fue incrementando desde un 13,2% en el curso 1940-41 hasta un 18,3% en el 1956-57, como se representa en el siguiente gráfico:

Con respecto a las profesoras, en los años cuarenta del siglo XX «pudieron lograr algunas una estabilidad en la universidad presentándose a los concursos de plazas para profesoras adjuntas y obteniéndolas. Una ley de 1943 estableció el acceso a este cuerpo docente mediante concurso-oposición y, una vez aprobada, el rector hacía la propuesta al Ministerio de Educación Nacional, que lo hacía por cuatro años, prorrogables por otros cuatro. Ya en los años cincuenta y sesenta, comenzaron a ocupar, mediante oposición, cátedras universitarias, un nivel administrativo al que solo llegaba una pequeña proporción del profesorado y que, en el caso de las mujeres, se fue produciendo con una llamativa lentitud». En el escalafón de cátedras de universidad, publicado por el Ministerio de Educación en 1974, figuraban once mujeres. En el de 1977 se llega a unas 30, de un total aproximado de 1500 catedráticos de Universidades y Escuelas Técnicas Superiores. Figuran en la siguiente tabla estas catedráticas pioneras.
| Nombre                                   | Año  | Disciplina                                                             | Facultad                   | Universidad                                        |
| ---------------------------------------- | ---- | ---------------------------------------------------------------------- | -------------------------- | -------------------------------------------------- |
| Ángeles Galino Carrillo                  | 1953 | Historia de la Pedagogía                                               | Filosofía y Letras         | Universidad de Madrid                              |
| Asunción Linares Rodríguez               | 1961 | Paleontología                                                          | Ciencias                   | Universidad de Granada                             |
| Carmen Virgili Rodón                     | 1963 | Estratigrafía y Geología Histórica                                     | Ciencias                   | Universidad de Madrid                              |
| Gloria Begué Cantón                      | 1965 | Economía Política y Hacienda Pública                                   | Derecho                    | Universidad de Salamanca                           |
| Patricia Shaw Fairman                    | 1966 | Lengua y Literatura Inglesa                                            | Filosofía y Letras         | Universidad de Oviedo                              |
| Carmen Codoñer Merino                    | 1966 | Lengua y Literatura Latinas                                            | Filosofía y Letras         | Universidad de Oviedo                              |
| María Dolores Gómez Molleda              | 1967 | Historia Contemporánea Universal y de España                           | Filosofía y Letras         | Universidad de Santiago                            |
| María del Rosario Miralbés Bedera        | 1967 | Geografía                                                              | Filosofía y Letras         | Universidad de Santiago                            |
| María Jesús Pérez Martín                 | 1970 | Lengua y Literatura Latinas                                            | Filosofía y Letras         | Universidad de Valladolid                          |
| María del Carmen Bobes Naves             | 1970 | Gramática histórica de la Lengua española                              | Filosofía y Letras         | Universidad de Santiago                            |
| María del Pilar Fernández Otero          | 1970 | Fisiología animal                                                      | Farmacia                   | Universidad de Santiago                            |
| Cruz Casas Sicart                        | 1971 | Botánica                                                               | Ciencias                   | Universidad Autónoma de Barcelona                  |
| María del Pilar Palomo Vázquez           | 1972 | Historia de la Lengua y la Literatura españolas y Literatura Universal | Filosofía y Letras         | Universidad de La Laguna                           |
| Josefa Mateu Ibars                       | 1972 | Paleografía                                                            | Filosofía y Letras         | Universidad de Granada                             |
| María del Carmen Castillo García         | 1972 | Lengua y Literatura Latinas                                            | Filosofía y Letras         | Universidad de La Laguna                           |
| Concepción Sánchez-Pedreño               | 1972 | Química analítica                                                      | Ciencias                   | Universidad de La Laguna                           |
| María Isabel Gutiérrez Zuluaga           | 1972 | Historia de la Pedagogía                                               | Filosofía y Letras         | Universidad de Valencia                            |
| Francisca Moya del Baño                  | 1973 | Lingüística y Literatura latinas                                       | Filosofía y Letras         | Universidad de Murcia                              |
| María Asunción Alba Pelayo               | 1973 | Lengua y Literatura Inglesa                                            | Filosofía y Letras         | Universidad de La Laguna                           |
| María del Dulce Nombre Estefanía Álvarez | 1974 | Lengua y Literatura Latinas                                            | Filosofía y Letras         | Universidad de Oviedo                              |
| María Lourdes Díaz-Trechuelo López       | 1975 | Historia de América e Historia de la Colonización Española             | Geografía e Historia       | Universidad de Barcelona                           |
| María Concepción García Gainza           | 1975 | Historia del Arte                                                      | Filosofía y Letras         | Universidad de Murcia                              |
| María del Carmen de la Torre Boronat     | 1975 | Análisis Químico Aplicado y Bromatología                               | Farmacia                   | Universidad de Barcelona                           |
| Ana María Muñoz Amilibia                 | 1975 | Arqueología, Epigrafía y Numismática                                   | Filosofía y Letras         | Universidad de Murcia                              |
| María Ruiz Trapero                       | 1975 | Epigrafía y Numismática                                                | Filosofía y Letras         | Universidad Complutense                            |
| María Alicia Yllera Fernández            | 1975 | Lengua y Literatura Francesas                                          | Filosofía y Letras         | Universidad de Zaragoza                            |
| María Inmaculada Corrales Zarauza        | 1975 | Estratigrafía y Geología histórica                                     | Ciencias                   | Universidad de Salamanca                           |
| María del Pilar Ibarrola Muñoz           | 1975 | Estadística matemática y cálculo de probabilidades                     | Ciencias                   | Universidad de La Laguna                           |
| María Aurora Rodríguez García            | 1976 | Química inorgánica                                                     | Ciencias                   | Universidad de Málaga                              |
| María Alicia Crespí González             | 1976 | Electrotecnia                                                          | Arquitectura               | Escuela Técnica Superior de Arquitectura de Madrid |
| Eulalia Rodón Binue                      | 1976 | Lengua y Literatura latinas                                            | Filosofía y Letras         | Universidad de Zaragoza                            |
| Pilar Martín-Guzmán Conejo               | 1976 | Estadística teórica                                                    | Económicas y Empresariales | Universidad de Valencia                            |